# مؤسسه آموزش عالی بیمه اکو
مؤسسه آموزش عالی بیمه اکو یکی از دانشکده‌های دانشگاه علامه طباطبایی و قدیمی‌ترین و برترین دانشکده بیمه در ایران است که زبان تدریس و تحصیل در آن انگلیسی و تنها برگزارکنندۀ دوره دکتری بیمه در ایران است.

## تاریخچه
مدرسه عالی بیمه تهران (Tehran college of insurance) در سال ۱۳۴۸ خورشیدی (میلادی ۱۹۶۹) به همت مدیران وقت صنعت بیمه برای تربیت نیروی انسانی متخصص بیمه در کشورهای عضو سازمان اکو یعنی ایران، پاکستان و ترکیه بنیان‌گذاری شد و با تأیید اساسنامه آن از سوی وزارت علوم از سال ۱۳۴۹ اقدام به پذیرش دانشجو در سطح کارشناسی مدیریت بیمه نمود.این مؤسسه آموزش عالی علاوه بر وزارت علوم ایران، مورد تأیید وزارت آموزش پاکستان و وزارت آموزش ملی ترکیه نیز قرار گرفت و با مؤسسه بیمه چارتر لندن و دانشکده بیمه نیویورک همکاری داشت. این دانشکده بعد از انقلاب اسلامی در سال ۱۳۶۹ و بر پایه توافق سران کشورهای عضو سازمان اکو به «مؤسسه آموزش عالی بیمه اکو» (ECO college of insurance) تغییر نام داد و وابسته به دانشگاه علامه طباطبایی اعلام شد و از مهرماه ۱۳۷۰ (سپتامبر ۱۹۹۱) اقدام به پذیرش دانشجو در سطح کارشناسی نمود.